# 头嘴菊
头嘴菊（学名：Cephalorrhynchus macrorhiza）是菊科头嘴菊属的植物。分布于克什米尔、印度、锡金以及中国大陆的西藏、云南等地，生长于海拔2,700米至4,000米的地区，常生长在山谷、灌丛、山坡林下以及草地，目前尚未由人工引种栽培。

## 别名
岩参，蓝岩参菊

## 异名
- Cicerbita macrorhiza (Royle) Beauv.